# Полоса на пробива
Полоса на пробива или участък на пробива – военен термин, обозначаващ участък отбранителната линия на противника, отдаден на войсково съединение или обединение в пределите на който става съсредоточаването на основните усилия на войсковите части, насочени към пробив на вражеската отбрана.
Според опита от бойните действия на крайния етап от Великата Отечествена война ширината на полосата на пробива за фронт съставлява 20 – 30 km (сумарната ширина на 1 – 3 участъка), за армия – 6 – 14 km, за корпус – 4 – 6 km, за дивизия – 2 – 3 km на главното направление, а на спомагателното – 5 – 6 km. В много случаи ширината на участъка на пробива на корпуса или дивизията може да съвпада с ширината на полосата на настъплението. При това, при трикилометровата полоса на настъпление на дивизията тактическата плътност на един километър фронт съставлява 3 стрелкови батальона